# 2020 en journalisme
| Années du journalisme : 2017 - 2018 - 2019 - 2020 - 2021 - 2022 - 2023    |
| Décennies du journalisme : 1990 - 2000 - 2010 - 2020 - 2030 - 2040 - 2050 |

Cet article présente les faits marquants de l'année 2020 en journalisme.

## Décès

### Janvier
- 3 janvier : Gérard de Sélys, Journaliste belge.
- 7 janvier : Elizabeth Wurtzel, Écrivaine et journaliste américaine.
- 13 janvier : Isabel-Clara Simó, Écrivaine et journaliste espagnole.
- 18 janvier : Giovanni Cantoni (it), Philologue, journaliste, éditeur, essayiste et apologète italien.
- 19 janvier : Charles Alverson, Romancier, journaliste et scénariste américain.
- 21 janvier : Sébastien Demorand, Journaliste et critique gastronomique français.
- 23 janvier : Jim Lehrer, Journaliste, animateur de télévision et écrivain américain.
- 27 janvier : Lina Ben Mhenni, Cyberdissidente, blogueuse et journaliste tunisienne.
- 30 janvier : Roger Holeindre, Militaire, journaliste et homme politique français.
- 31 janvier : Mirza Khazar, Écrivain, analyste politique, présentateur, journaliste et éditeur soviétique puis azerbaïdjanais.